# Тоггенбург (графство)
Тоггенбурги — дворянская семья из восточной Швейцарии, принадлежавшей к высшей знати Священной Римской империи. Титул графа Тоггенбурга упоминается в 1209 году, семейной резиденцией был Альт-Тоггенбург. Незадолго до того, как мужская линия вымерла в 1436 г., Тоггенбурги смогли стать владельцами одного из крупнейших владений помимо Швейцарского союза и Габсбургских земель. Спорный раздел наследства Тоггенбургов стал одной из причин начала Старой Цюрихской войны.

### Появление (XI—XIII век

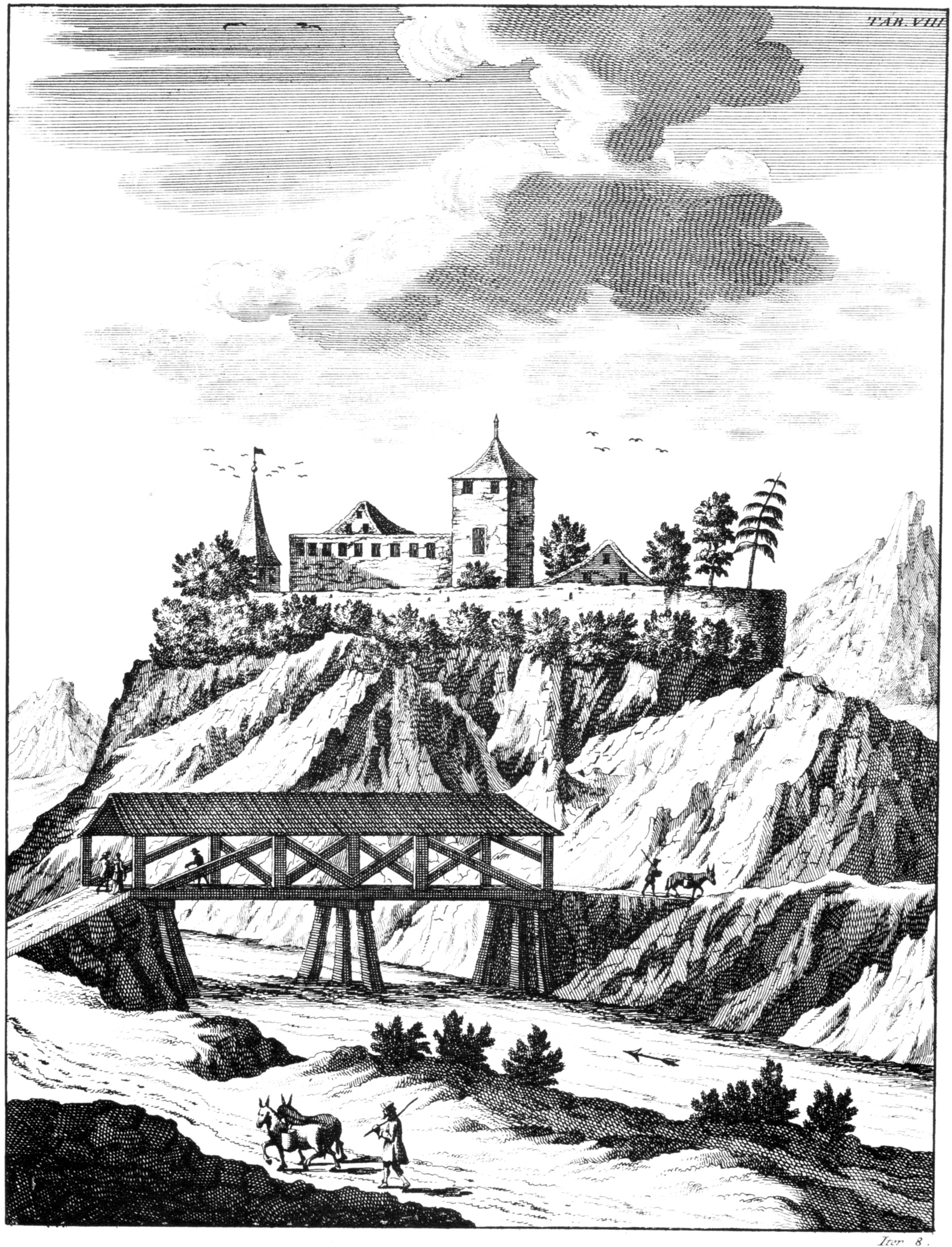
Замок Лютисбург на медной гравюре около 1700 г.

Правители Тоггенбурга упоминаются с 1044 г., с 1200 года — фрайгерры, в 1209 г. были возведены в титул графов. В источниках семья сначала появляется как Токканбурги, затем как Точимбурки. Их главная резиденция Альт-Тоггенбург находилась на холме недалеко от Фишингенв в Тургау. Сегодня здесь находится паломническая церковь Святой Идды фон Тоггенбург (Санкт-Иддабург).. Замок находился в центре поместья Тоггенбург в сегодняшних Альттоггенбурге и Цюрихском Оберланде.. Другой замок того периода Лютисбург, упомянут в 1214 году как Лютинсбург и, вероятно, был основан Люто Тоггенбургом. Тоггенбургами были основаны города Лихтенштайг, Уцнах и Виль.
Нет чёткого мнения о происхождении Тоггенбургов, возможной их родиной были Цюрихгау или южная Германии. Дитхельм I и Дитхельм II конфликтовали с монастырём Санкт-Галлен, епископом Констанца и графами Кибург. Наследственные конфликты привели, среди прочего, к основанию религиозных общин, ордена Бубикон св. Иоанна и монастырей Рюти, Оберболлинген и Вурмсбах.
В рамках споров с аббатством Санкт-Галлен Тоггенбурги потерял город Виль и крепость Альт-Тоггенбург,Лютерберг, Лютисбург и Узнаберг. Между 1226 и 1228 годами графы Тоггенбурга Дитхельм II и Дитхельм III. Johanniterkomturei Tobel, который располагался на Пути Святого Иакова и был богато наделен товарами, который был создан как оплот против политически расширяющегося монастыря Санкт-Галлен. Командорство стало новым местом захоронения семьи Тоггенбург. Между 1228 и 1292/99 годами были потеряны бейливики Санкт-Иоганн-им-Турталь, Фишинген и Эмбрах. Ной-Тоггенбург стал центром власти. При последнем Дитхельме и его наследниках семья смогла укрепить свои позиции в нижнем Тоггенбурге благодаря бракам с графскими семьями, такими как фон Монфор, фон Верденберг и фон Фробург-Хомберг.

### Расширение
Тоггенбурги извлекли выгоду из того факта, что их самые важные суверенные права в то время были периферийными по отношению к Австрии. С конца XIII в. они усилили свою власть, основав города Лихтенштайг и Уцнах, введя динамические налоги (Vogtsteuer) и создав небольшую мощную армию. При Фридрихе III и Фридрихе IV графство стало самой влиятельной силой в регионе.
Этот Фридрих, ставший каноником и каноником в Цюрихе, женился на Кунигунде фон Ваз, которая принесла ему поместья Вазов в Преттигау, в Шанфигге и в районе Майенфельда, Давоса, Белфорта и Курвальдена. Таким образом, Тоггенбургер стал одним из самых могущественных феодалов восточной Швейцарии. Капитал, военная мощь и региональное влияние давали Фридриху решающие преимущества, в то же время граф выступал арбитром в спорах Цюриха, Австрии и графов Верденберг.

### Прерывания рода. Раздел владений

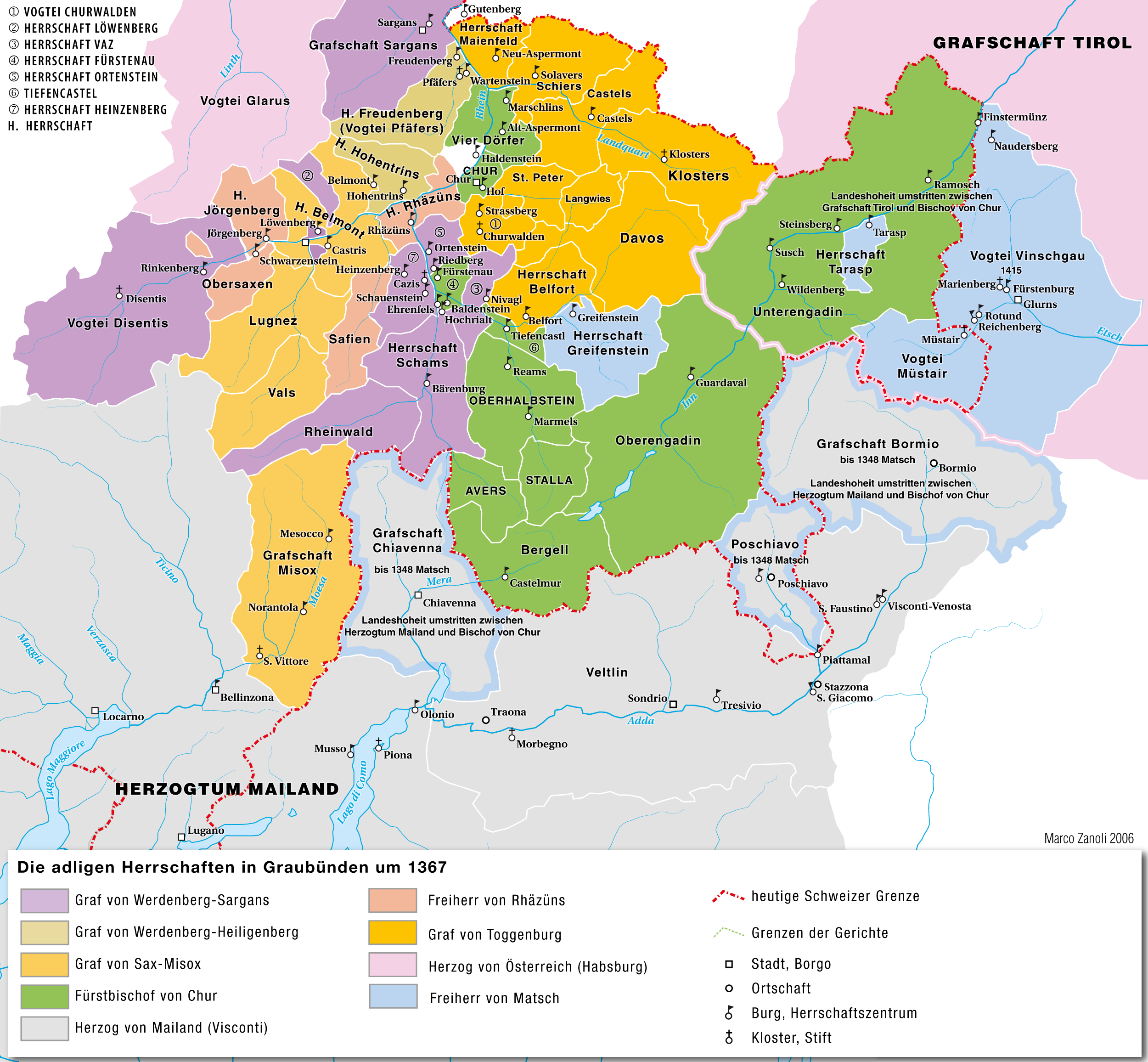
Дворянские семьи Граубюндена, 1369 г.

В XIV в. власть семьи значительно увеличилась за счет приобретения имущества и залогов. На юго-востоке они приобрели верхний Тоггенбург, владения на Цюрихском озере, бейливик в Эрленбахе, замок Гринау, Тугген и Ванген, заложенные Австрией Старый и Новый Рапперсвиль, а также бейливик Айнзидельн, включая Вагиталь и Марч, а на севере — владения Шпигельберг и Таннегг и бейливик Фишинген. С конца века крупные долговые обязательства Габсбургов перешли во владение Тоггенбургов в результате покупок, таких как Кибург (1384 г.) возле Винтертура, Зарганс (1406 г.), Виндегг, Фройденберг и Нидберг, Фельдкирх (после 1415 г.), Альтштеттен (1424 г.), Райнек и Брегенцервальд. В 1394 году власть была разделена между Донатом и его племянником Фридрихом VII.
После смерти Доната нависла угроза раздела графства, но Фридрих VII выкупил все наследство, кроме Таннегга, Ломмиса и Кибурга в 1401 г. у дочери Доната Кунигунде. Возникшее в результате смещение владений из района Цюриха на восток усилился в 1436 году, когда Фридрих VII умер бездетным как последний граф Тоггенбург после того, как он получил дополнительные права на Шанфигг из наследства семейства фон Матш.
Жена Фридриха Елизавета фон Матш сначала считалась единственной наследницей, но затем, ввиду сложной ситуации с наследством — требования залога Австрии наряду с верховными требованиями Священной Римской империи и наследственными требованиями наследства дальних родственников перешла под защиту Цюриха. Австрия выкупила различные обязательства, и в 1439 г. империя отказалась от своих претензий. Родовые земли лордов Тоггенбурга перешли к лордам Рецюнса и Раронам, другие аллоды — к Монфорт-Теттнангам, графам фон Сакс-Мисокс,, Брандисам и Аарбургам. Точные обстоятельства этих процессов наследования недостаточно выяснены, спорные вопросы о некоторых пунктах завещания последнего из графов Тоггенбурга способствовали началу Старой Цюрихской войны.

## Герб

Первоначальный герб.

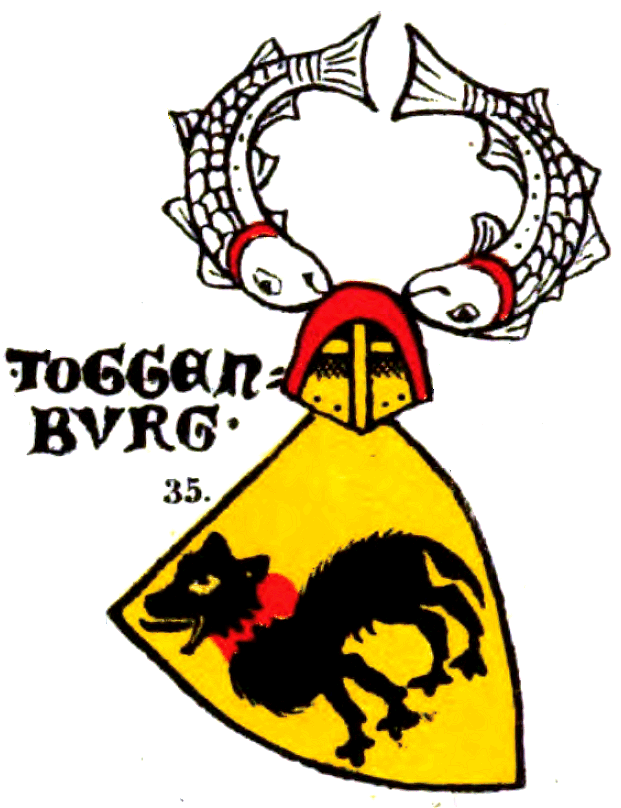
Поздний герб (Цюрихский гербовник, ок. 1340

У Тоггенбуров было два разных герба.
До 1308 г. использовался герб, на котором были изображены стоящий слева в золоте красный лев и синий полуорел справа, соприкасающиеся линиями разреза и увенчаные дворянской короной. Этот герб можно увидеть, среди прочего, на надгробии Дитхельма V и на росписи фундамента бывшего командования иоаннитов в Бубиконе.
С 1228 года появляется более известный герб: стоящий красный чёрный мастиф в золоте с красным языком, а позже также с жёлтым шипастым ошейником. После 1436 года этот герб перешел к графству Тоггенбург.

## Графы Тоггенбурга (с 1209 г.)
- Дитхельм I (ум. 1229)
- Дитхельм II (ум. 1236)
- Крафт I (ум. 1253)
- Крафт II (ум. 1261)
- Фридрих II (1249—1283)
- Дитхельм IV (1260—1282)
- Фридрих III (ум. 1303 или 1305 гг.)
- Фридрих IV. (ум. 1315)
- Крафт III (ум. 1339)
- Дитхельм V. (ум. 1337)
- Фридрих V (ум. 1364)
- Фридрих VI (ум. 1375)
- Дитхельм VI. (ум. 1385)
- Донат (ум. 1400)
- Фридрих VII (ум. 1436)